# هايسيليكون
هايسيليكون هي شركة أشباه موصلات صينية مقرها في شنتشن، غوانغدونغ ومملوكة بالكامل لشركة هواوي.
هايسيليكون تشتهر بأنها أكبر مصمم محلي للدوائر المتكاملة في الصين.
تقوم هايسيليكون بتطوير منظومة على رقاقة استناداً إلى بنية إيه.آر.إم. على الرغم من أنها ليست حصرية للإستخدام لأجهزة هواوي، فإن هذه المعالجات تستخدم في الأجهزة المحمولة والأجهزة اللوحية لشركتها الأم لهواوي في المقام الأول.

## K3V2
أول منتج معروف من هايسيليكون هو K3V2 المستخدم في الهواتف الذكية Huawei Ascend D Quad XL (U9510)  وأجهزة Huawei MediaPad 10 FHD7. تعتمد مجموعة الشرائح هذه على ARM Cortex-A9 MPCore ل40 نانومتر ويستخدم 16 نواة لVivante GC4000 GPU.

## K3V2E
هذه نسخة منقحة من K3V2 SoC مع دعم محسّن من إنتل baseband.

## كيرين 620
• يدعم فيديو بترميز- USB 2.0 / 13   MP / 1080p

## أجهزة المودم الذكي
تقوم هايسيليكون بتطوير أجهزة مودم للهاتف الذكي التي على الرغم من أنها ليست حصرية، فإن هذه الشركات ترى الاستخدام الأولي في الأجهزة المحمولة والأجهزة اللوحية لشركتها الأم هواوي.

## منصات مماثلة
تتنافس معالجات كيرين مع منتجات من العديد من الشركات الأخرى، بما في ذلك:
- R- سيارة من قبل رينيساس
- تيجرا من نفيديا
- OMAP من تكساس إنسترومنتس
- إكسينوس من سامسونج
- سناب دراغون من كوالكوم
- <a href="https://en.wikipedia.org/wiki/Apple_Ax" rel="mw:ExtLink" title="Apple Ax" class="mw-redirect cx-link" data-linkid="1306">Ax</a> من أبل
- أتوم من إنتل
- أنا. MX بواسطة فريسكالي أشباه الموصلات
- RK3xxx بواسطة Rockchip
- Allwinner Axy من قبل Allwinner
- ميديا تيك من ميديا تيك